# 三星Galaxy S6
Samsung Galaxy S6系列是韩国三星电子于2015年3月1日(MWC)和2015年8月13日(IFA前)发布的第六代S系列旗舰级智能手机，是Samsung Galaxy S5的後续机型，预装当时最新的Android5.0.1(Lollipop)(Samsung Galaxy S6/Samsung Galaxy S6 Edge)/ Android5.1.1(Lollipop) (Samsung Galaxy S6 Edge+)操作系统。配備1600萬像素後置鏡頭及500萬像素前置鏡頭，且都搭載F1.9光圈。兼用NFC功能以支持Samsung pay 付款。充電10分鐘可用4小時並支援無線充電，超級省電模式可延長手機使用時間。無線充電時，把手機放在无线充電板上，即可充電。Samsung Galaxy S6及S6 Edge更取得全球手機營幕清晰度最高的寶座，達577ppi/518ppi，並兼用所有Samsung Gear 。Samsung Galaxy S6, S6 edge 及 S6 edge+ 的同期主要競爭對手是iPhone 6、LG G4、HTC One M9 及 Sony Xperia Z3+

## 意外事故
2016年8月2日，當日凌晨2點左右，加利福尼亞州的Brandon放在梳妝台的S6 Active突然爆炸，喷出四到五英寸高的火焰，燃烧产生的烟雾很快的充滿整個房間。
2016年9月15日，网友“surfy2012”称，他使用一部三星Galaxy S6，在中秋节(15日)下午睡觉的时候，突然闻到一股烟味，然后发现枕头边上的手机冒出浓烟，赶紧扔到地上，燃烧导致房间充满了烟。
2016年10月29日，根據央視財經報導，一名雲南郭姓消費者，在醫院受訪時表示，出事的 S6 手機，今年 4 月購買，事發時放在家中的手機輕微發熱，於是拿起來查看，他回憶，當時電量尚有 87% 卻自動關機，于是他拿起再開機，開機之後紅燈閃了兩下就開始燃烧，于是他就丟在了地上，燃烧导致他的著頭被烧伤。他的眼睫毛被燒掉，右眼眼球燒傷較嚴重。
2016年12月7日，華航旗下航班飛機途經菲律宾馬尼拉上空時一名德國男子攜帶的 Galaxy S6 突然起火冒煙，空中服務員立刻以滅火器熄火，將手機放入冰桶降温才脱离险境。
2016年12月20日，Reddit網友「ReturnThroughAether」爆料，一早醒來之後，他放在床頭柜上的S6 Edge+突然炸掉了，桌面也被燒焦了一大塊。
2017年1月2日，英國英格蘭 39歲的母親Victoria Leeds表示，她把手機放在床頭充電，然後去洗澡，當時6個月大的小孩也在房間內，充電的位置距離嬰兒床特別近，起火的瞬間，火花爆發，慶幸自己在洗澡前把小孩從嬰兒床放到大床上。
2017年2月4日，英國46歲男子David Millar於清晨時，放在床頭櫃充電的Galaxy S6突然爆炸起火，導致自己被輕微燒傷，書本也燒出焦味，导致他損失約1500英鎊。